# Legionelóza

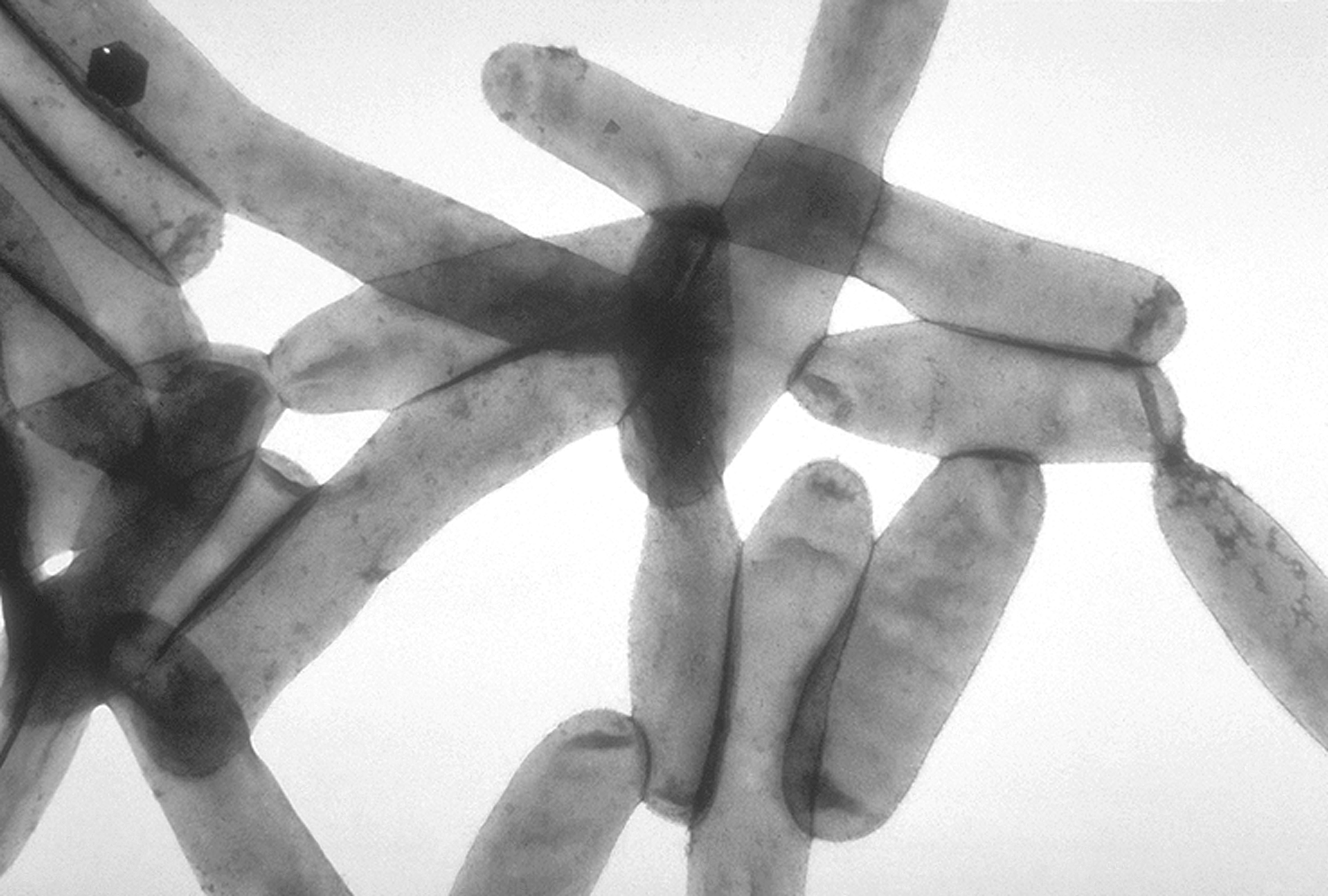
Legionella pneumophila v elektronovém mikroskopu

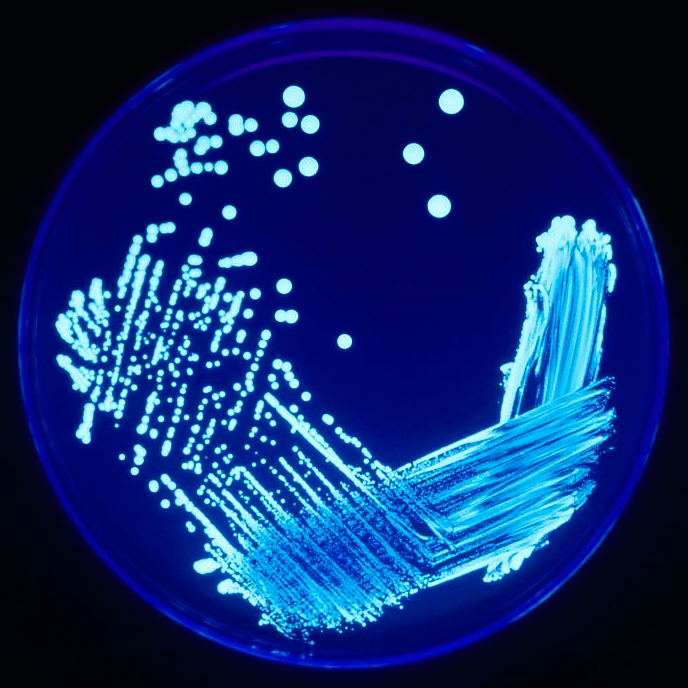
Růst kulovitých kolonií legionelly na agaru Petriho misky pro vyšší kontrast v UV záření

Legionelóza neboli legionářská nemoc je akutní horečnaté onemocnění vyvolané gramnegativními bakteriemi rodu Legionella, nejčastěji bakterií Legionella pneumophila, které postihuje především dýchací cesty. Nejzávažnějším a zároveň nejčastějším projevem je zápal plic („legionářská nemoc“). Dalšími projevy infekce může být lehké chřipkové onemocnění s bolestmi hlavy a svalů bez postižení plic („pontiacká horečka“).
Legionely se běžně vyskytují ve vodě a v půdě. Přenáší se klimatizací, vzduchotechnikou, zvlhčovači, nebulizátory, vodovodními sítěmi, ale i vodotrysky apod. K nákaze dochází především inhalací kontaminovaného aerosolu. Přenos z člověka na člověka nebyl prokázán.
Onemocnění bylo poprvé popsáno u členů Americké legie (odtud název), kteří se sjeli na třídenní konvent do filadelfského hotelu Bellevue-Stratford v červenci 1976. Bakterie byla následně prokázána v lednu 1977. K jejímu pomnožení došlo v okruhu chladicí vody ventilačního systému hotelu, jehož prostřednictvím se rozšířila po budově. Retrospektivní výzkumy později zjistily případy legionářské nemoci již v roce 1943.
Od roku 1990 výskyt nemoci v ČR i EU roste.